# Nikos Kazantzakis (Archanes-Asterousia)
Nikos Kazantzakis (griechisch Δημοτική Ενότητα Νίκου Καζαντζάκη) ist ein Gemeindebezirk in Griechenland, südlich der kretischen Hauptstadt Iraklio. Er bildet das Zentrum der 2010 geschaffenen Gemeinde Archanes-Asterousia und stellt mit dem Ort Peza auch deren Gemeindesitz. Nikos Kazantzakis wurde 1994 aus rund 15 Dörfern als eigenständige Gemeinde gebildet und nach dem kretischen Dichter Nikos Kazantzakis benannt, dessen Vater aus dem Dorf Myrtia in seinem Gebiet stammte.

## Lage und Geografie
Der Gemeindebezirk befindet sich etwa in der Mitte des Regionalbezirks Iraklio, im zentralen Bergland Kretas, das hier nur bis auf 718 m ü. d. M. ansteigt. Die nördlichen Dörfer des Gemeindebezirks liegen am Nordhang des Berglands, oberhalb der Küstenebene von Iraklio, in die der Fluss Karteos und einer seiner Nebenflüsse entwässern und zwei Täler gebildet haben, zu deren Seiten die größten der Dörfer liegen. Das übrige Gebiet erstreckt sich weit nach Süden in die Berge und grenzt hier bereits an den Gemeindebezirk Asterousia, der an der Messara-Ebene Anteil hat. Die relativ unbeschwerliche Nord-Süd-Route durch die kretischen Berge, an der die meisten Ortschaften liegen, verband bereits in minoischer Zeit Knossos an der Nordküste mit den Palastzentren am Ausgang der Messara-Ebene im Süden in Phaistos und Agia Triada.

## Geschichte
Siedlungsspuren sind auf dem Gebiet der Gemeinde Nikos Kazantzakis bereits aus Jungsteinzeit belegt. Weiters wurden einige bedeutende Ausgrabungen getätigt, die bezeugen, dass die Gegend zu frühantiker Zeit recht wohlhabend war. So befinden sich nördlich des Dorfes Alagni Reste eines minoischen Landhauses.

## Ortschaften und Siedlungen
- Agies Paraskies
  - Agies Paraskies (Άγιες Παρασκιές)
  - Kellia (Κελλιά)
- Agios Vasilios (Άγιος Βασίλειος)
- Alagni (Αλάγνι)
- Astraki (Αστρακοί)
- Astritsi (Αστρίτσι)
- Choudetsi (Χουδέτσι)
- Damania
  - Damania (Δαμάνια)
  - Arkadi (Αρκάδιον)
  - Melodochori (Μελιδοχώρι)
  - Filisia (Φιλίσια)
- Kalloni (Καλλονή)
- Katalagari (Καταλαγάριον)
- Kounavi (Κουνάβοι)
- Meleses
  - Meleses (Μελέσες)
- Metaxochori
  - Metaxochori (Μεταξοχώρι)
  - Armanogia (Αρμανώγεια)
  - Kloster Agios Georgios Epanosifis (Μονή Αγίου Γεωργίου Επανωσήφη)
  - Partheni (Παρθένιον)
- Myrtia (Μυρτιά)
- Peza (Πεζά)

### Choudetsi

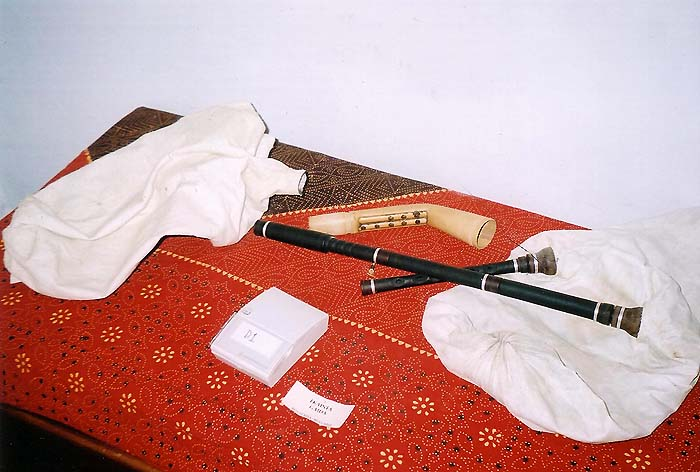
Gaida (Dudelsack) im Labyrinth Instrumentenmuseum Choudetsi

Im Dorf Choudetsi, südlich von Archanes, haben Ross Daly und andere Musiker das Instrumentenmuseum und Veranstaltungszentrum Labyrinth Musical Workshop eingerichtet. Hier finden Seminare und Konzerte mit Musikern aus aller Welt statt, die neue Wege in traditionellen Musikformen suchen. Die Ausstellung zeigt vor allem Saiteninstrumente und Percussions- und Blasinstrumente. Zu den ca. 200 Instrumenten aus vielen verschiedenen Ländern kommen ständig neue hinzu, die Ross Daly, der künstlerische Leiter, von Konzerttourneen mitbringt. Alle Instrumente werden bei Konzerten und Workshops gespielt. Ergänzend dazu bietet Labyrinth auch Workshops zum Instrumentenbau an.

### Katalagari
Das Dorf Katalagari, mit etwa 200 Einwohnern, liegt auf einer Anhöhe an der Grenze zu Archanes. Die früheste schriftliche Erwähnung des Orts fand man in einem Dokument des Notars Pietro Scardon von Chandax (Iraklio) datiert von 1271. Der Name Katalagari geht zurück auf die altgriechische Wurzel logarion (λογάριον), einer Verkleinerungsform von logos in der Bedeutung Geld oder Schatz. Im Mittelalter wurde die Bezeichnung logarin für versteckten und gesicherten Reichtum verwendet. Das Dorf lebt seit Jahrhunderten vom Wein- und Olivenbau. In einer alten Raki-Brennerei wurde ein Workshop für kretische Küche eingerichtet, der vor allem Schülerinnen und Schüler mit traditionellen Speisen und Zutaten vertraut machen will.

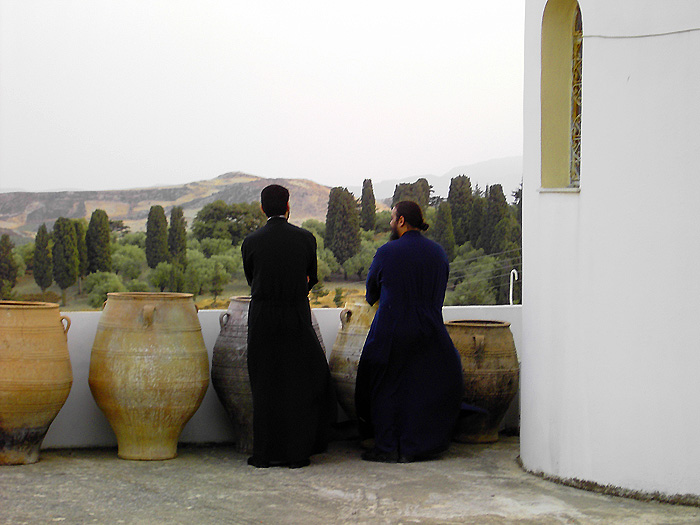
Kloster Agios Georgios Epanosifis

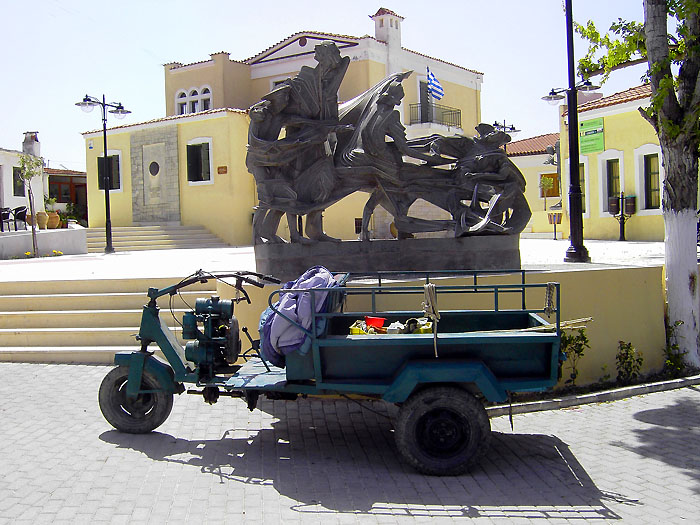
Kazantzakis-Museum, im Vordergrund Skulptur von Tsombanakis

### Metaxochori - Kloster Agios Georgios Epanosifis
Das Kloster stammt aus dem 17. Jahrhundert und wurde dem Hl. Georg geweiht, der als Schutzheiliger gegen die damals wütende Pest angesehen wurde. Es ist eins der größten Kretas und wird noch von fast vierzig Mönchen bewohnt. Neben zwei Kirchen, eine davon mit einer wertvollen Ikonostase, gehört auch ein Ausstellungsraum mit Kirchenschätzen und Kalligraphien zu der Anlage.
Bei dem deutschen Angriff auf Kreta und während der vierjährigen Besatzungszeit unterstützte das Kloster den kretischen Widerstand. Angeblich soll der Mönch Sofronios, der später Abt des Klosters wurde, am 2. Juni den von Manolis Bandouvas mobilisierten Kämpfern in einer Höhle bei Agios Sillas einen Eid abgenommen haben. Im Kloster fanden während der deutschen Besatzungszeit verwundete Antartes (griechisch für Partisanen) Unterschlupf und Pflege und es fanden dort Konferenzen der Kapetanii (Führer) der verschiedenen Widerstandsgruppen statt.

### Myrtia
Das Dorf, aus dem Nikos Kazantzakis’ Vater stammt, hieß früher Varvari (Barbaren). Der Name geht zurück auf eine Ansiedlung von Nicht-Griechen durch Nikephoros Phokas, der hier im Jahr 961 entweder seine Söldner aus dem Kampf gegen die arabische Besatzung angesiedelt haben soll, oder Araber selbst, die die Kämpfe überlebt hatten. 1955 wurde der Ort im Rahmen der Hellenisierung von Ortsnamen in Myrtia umbenannt.
1983 wurde in Myrtia das Nikos-Kazantzakis-Museum am Dorfplatz eröffnet. 2010 wurde es erweitert und umgestaltet. Photos, Briefe und Manuskripte werden gezeigt, Bühnenbildmodelle zu seinen Werken, Bilder von den Dreharbeiten zu 'Der Mann, der sterben muss' von Jules Dassin, nach dem Roman 'Griechische Passion' und sämtliche Ausgaben von Kazantzakis’ Werken in vielen Sprachen. Es gibt außerdem einen Konferenzsaal, der nach dem Museumsgründer Giorgos Anemogiannis benannt ist, und ein digitales Archiv.

### Peza
Peza ist Zentrum des Weinanbaus im Dimos Nikos Kazantzakis (siehe: Wirtschaft).

## Wirtschaft

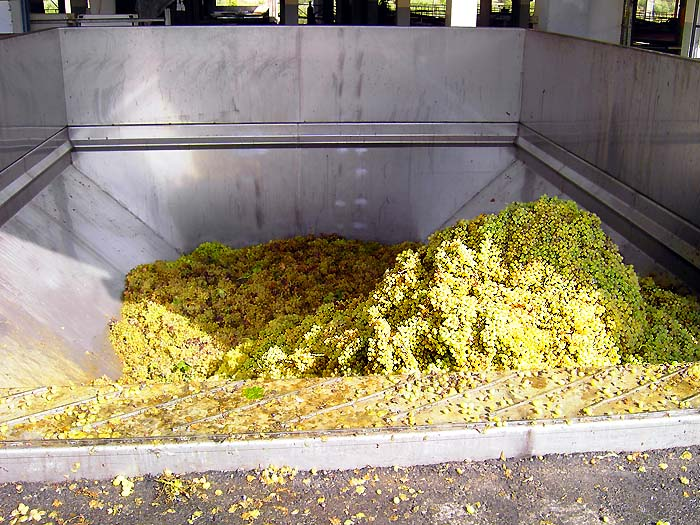
Traubenanlieferung bei der Peza Union

In der agrarisch geprägten Gemeinde werden – seit minoischen Zeiten – vor allem Wein und Oliven angebaut. 97 % der landwirtschaftlichen Betriebe, ca. 3000, sind in der 1933 gegründeten Union der Landwirtschaftlichen Kooperativen, kurz: Peza Union, zusammengeschlossen. Jeweils etwa ein Drittel des angebauten Weins wird als Qualitätswein, als Tafelwein und als Rosinen und Tafeltrauben vermarktet. Die Anlagen der Peza Union können 20.000 Tonnen Wein verarbeiten, sie verfügt außerdem über Abfüll- und Verpackungsanlagen. Aus den Oliven von ca. 1.100.000 Bäumen werden jährlich durchschnittlich 5000 Tonnen Öl gewonnen. Neben Labor, Abfüll- und Verpackungsanlagen verfügt die Genossenschaft auch über eine Anlage zur Produktion von traditioneller Olivenölseife. Die Kooperative bietet ihren Mitgliedern außerdem Kredite und Versicherungen an und Einkaufsmöglichkeiten für landwirtschaftliche Geräte. In einem Ausstellungsraum werden Besuchern historische Gerätschaften des Wein- und Olivenanbaus gezeigt, ein Film über die beteiligten Dörfer und eine Weinprobe angeboten.
In Peza unterhält auch die Kellerei 'Minos' Fabrikationshallen und einen Ausstellungsraum und bei Skalani die Kellerei 'Boutari'.

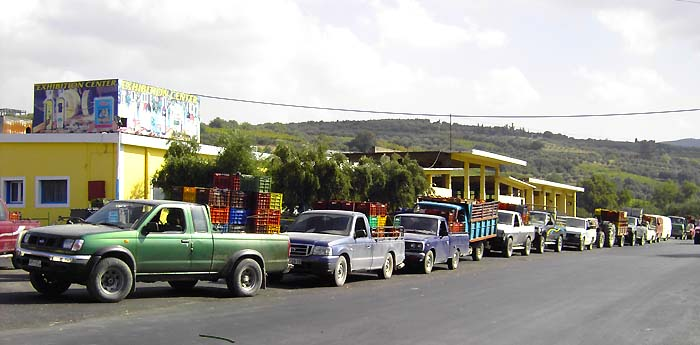
Weinbauern stehen Schlange zur Traubenablieferung, links der Ausstellungsraum